# ماشین حساب مکانیکی

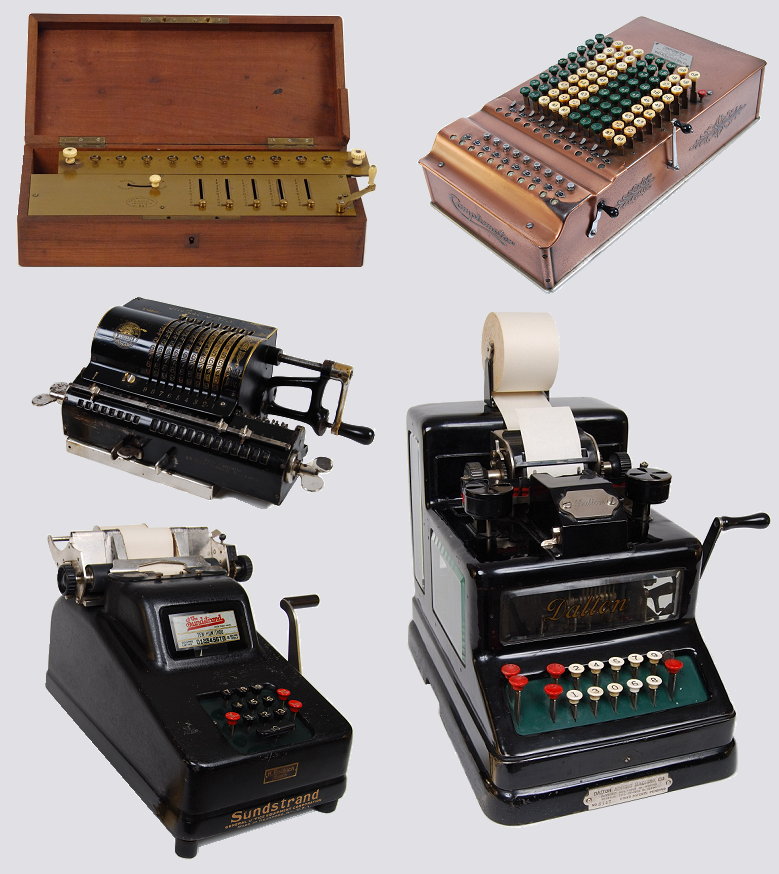
ماشین‌های حساب رومیزی مختلف که از ۱۸۵۱ در دفاتر از آن‌ها استفاده می‌شد. هرکدام از این ماشین‌ها رابط کاربری متفاوتی داشتند. این تصویر به صورت ساعت‌گرد از چپ و بالا: یک آریتمومتر، یک کامپتومتر، یک ماشین حساب دالتون، یک سوندستراند و یک آریتمومتر اودنر را نشان می‌دهد.

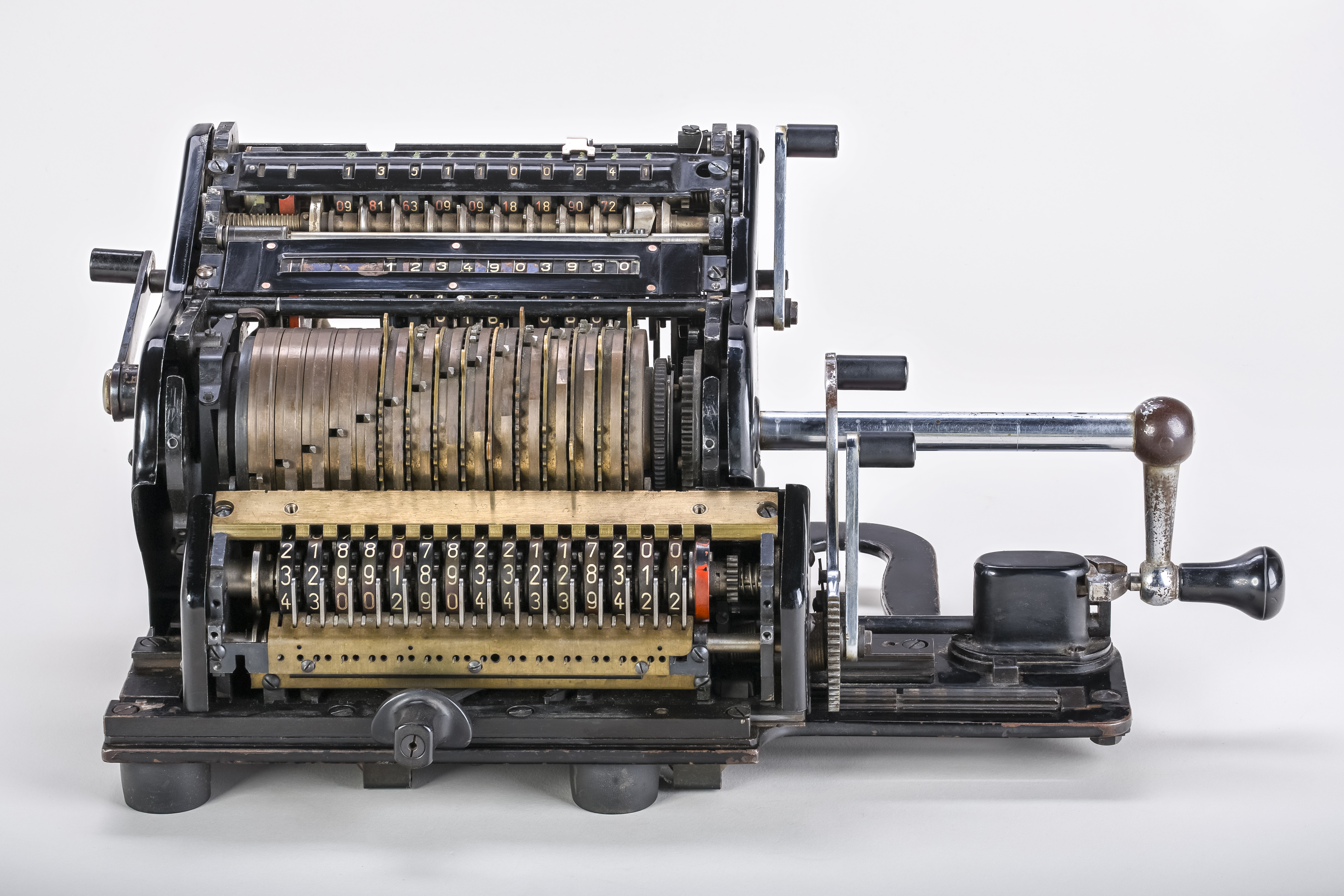
نگاره‌ای از یک ماشین‌حساب مکانیکی ساخت شرکت آلمانی برانسویگا.

ماشین حساب مکانیکی (انگلیسی: Mechanical calculator) دستگاهی مکانیکی است که اعمال اصلی حساب را به صورت خودکار انجام می‌دهد. بیشتر ماشین‌های حساب مکانیکی از نظر اندازه با رایانه‌های رومیزی قابل مقایسه‌اند و با ظهور ماشین‌های حساب الکترونیکی منسوخ شدند.
نوشته‌های باقی‌مانده از ویلهلم شیکارد در ۱۶۲۳ میلادی نشان می‌دهد که تلاش او قدیمی‌ترین و مدرن‌ترین تلاش برای طراحی و ساخت این ماشین‌هاست. ماشین او از دو مجموعه فناوری بهره می‌برد: چرتکه‌ای ساخته‌شده از استخوان‌های نپر برای ساده‌کردن جمع‌ها و تفریق‌ها که شش سال پیش از آن در تاریخ ۱۶۱۷ آن را توصیف کرده بود و برای بخش مکانیکی، یک گام‌شمار دارای شماره برای انجام جمع‌ها و تفریق‌ها. مطالعه‌ای روی نوشته‌های باقی‌مانده او نشان داده که این ماشین بعد از گرفتن چند ورودی از یک شماره دچار مشکل می‌شده‌است و در صورت نقل کردن بیش از چند رقم (مثلاً زدن ۱ تا ۹۹۹) خراب می‌شده‌است. شیکارد پروژه‌اش را در ۱۶۲۴ کنار گذاشت و تا زمان مرگش، ۱۱ سال بعد در ۱۶۳۵، به آن اشاره‌ای نکرد.
دو دهه بعد از تلاش ناموفق شیکارد در ۱۶۴۲، بلز پاسکال به‌طور قطع مشکلات ویژه این ماشین را با اختراع ماشین حساب مکانیکی‌اش حل کرد. او که کارمند همکار پدرش که محصل مالیات در روئن بود، ماشین حسابی طراحی کرد تا حجم بالای محاسبات خسته‌کننده مورد نیاز کارشان را کم کند. این ماشین، ماشین حساب پاسکال یا پاسکالاین خوانده می‌شد.
آریتمومتر توماس د کولمار که اولین ماشین حساب تجاری موفق بود، دو سده بعد در ۱۸۵۱ به بازار آمد. این ماشین، اولین دستگاه قابل اعتمادی بود که می‌شد به صورت روزانه در یک دفتر استفاده شود. برای چهل سال این دستگاه، تنها نوع ماشین حساب مکانیکی موجود بود.
کامپتومتر که در ۱۸۸۷ معرفی شد (دارای گواهی ثبت اختراعی به نام دُر ای فلت)، اولین ماشین حسابی بود که از صفحه‌کلیدی با ستون‌هایی با نُه کلید (از ۱ تا ۹) برای هر رقم بهره می‌برد. ماشین حساب دالتون در سال ۱۹۰۲ ساخته شد و اولین ماشینی بود که صفحه‌کلیدی ۱۰ کلیده داشت. از ۱۹۰۱ از موتور الکتریکی در ساخت برخی از ماشین‌های حساب استفاده شد. در ۱۹۶۱، نوعی از ماشین حساب کامپتومتر به نام آنیتا ام‌کی۷ از شرکت سام‌لاک، اولین ماشین حساب مکانیکی رومیزی شد که موتوری تمام الکتریکی داشت و پیوندی بین این دو صنعت برقرار کرد و آغاز زوال ماشین‌های حساب مکانیکی را رقم زد. تولید این ماشین‌ها در اواسط دهه ۱۹۷۰، پس از ۱۲۰ سال، متوقف شد.
چارلز ببیج دو نمونه تازه از ماشین حساب مکانیکی را طراحی کرد است که چنان بزرگ بودند که برای کار به نیروی تولیدشده در موتور بخار نیاز داشتند و آن‌قدر پیچیده بودند که او عمرش را برای ساخت آن، صرف کرد. اولین آن‌ها ماشین حسابی خودکار بود به نام «موتور تفاضل» که به صورت خودکار حساب می‌کرد و جداول محاسباتی را چاپ می‌کرد. در ۱۸۵۵، گئورگ شوتس اولین فرد از معدود طراحانی شد که در ساخت مدلی کوچک‌تر و ساده‌تر از موتور تفاضل موفق شد. نمونه دوم ماشین ببیج، ماشین حساب قابل برنامه‌ریزی موتور تحلیلی بود که ببیج طراحی‌اش را در ۱۸۳۴ آغاز کرد؛ «در کمتر از دوسال، او بسیاری از ویژگی‌های رایانه‌های امروزی را طراحی کرد. یک گام بسیار مهم اقتباس از سیستم کارت پانچ استفاده‌شده در ماشین نساجی ژاکارد بود» که آن را به صورت بی‌نهایت قابل برنامه‌ریزی می‌کرد. در ۱۹۳۷ هوارد اچ. آیکن، آی‌بی‌ام را متقاعد کرد که «ای‌اس‌سی‌سی/مارک۱» را که اولین ماشین از نوع خودش بود و اساسش را از موتور تحلیلی ببیج گرفته بود، بسازد؛ وقتی ماشین آی‌بی‌ام ساخته شد، گروهی از آن تقدیر کردند و گفتند: «رؤیای ببیج به حقیقت پیوست.»